# 广告时代
《广告时代》（英語：Ad Age）是一家位于美国的杂志公司，提供新闻、分析、数据营销以及媒体信息。2017年以前，大众更熟悉其英文名"Advertising Age"。 1930年，该杂志於芝加哥創刊，起初是以报纸的形式發行。时至今日，该杂志的内容以多种形式出现，包括官方网站、每日电子邮件电子報、社交渠道、以双月刊出版的紙本杂志等。